# Арская, Екатерина Андреевна
Екатерина Андреевна Арская (Екатерина Петроградская; 1 апреля 1875 года, Санкт-Петербург — 17 декабря 1937 года, Боровичи) — православная новомученица Российская.

## Жизнеописание
Екатерина Арская родилась в многодетной семье. Кроме неё, в семье было ещё девятеро детей: дочери Елизавета, Евгения, Мария, Александра, Ксения и трое сыновей — Андрей, Алексей и Павел. Отец девушки, купец по происхождению и почётный горожанин Санкт-Петербурга, Андрей Уртьев, был ктитором Скорбященской церкви. Мать, Ксения Филипповна, держала на себе дом.
Екатерина получила образование в Александровском институте, где, в отличие от Смольного института благородных девиц, обучали мещанских дочерей. В 1899 году девушка вступила в брак с офицером артиллерии Русской императорской армии Петром Арским. В семье родились пятеро детей: дочери Галина, Ираида, Павла, Наталия и сын Иоанн. Девочки пошли по стопам матери и тоже воспитывались в Александровском институте, а Иоанн учился в реальном училище.
В 1912 году супруг Екатерины (уже офицер запаса) занял место ктитора Воскресенского Смольного собора. Вскоре началась Первая мировая война, и Петра мобилизовали. Через год из-за полученного ранения его перевели в Петроград.
С событиями 1917 года уклад в семье изменился: Арские потеряли состояние, скоропостижно скончались две дочери — Галина и Наталья, а в течение следующих двух лет женщина потеряла всю семью. По всей видимости, после этих событий Екатерина стала общаться с членами Александро-Невского братства, куда входили Гурий (Егоров), Варлаам (Сацердотский), Лев (Егоров), Гавриил (Воеводин) и Варсонофий (Верёвкин). За братством был установлен надзор ГПУ при НКВД РСФСР, но, вопреки мнению советского правительства, организация не занималась политическими интригами.

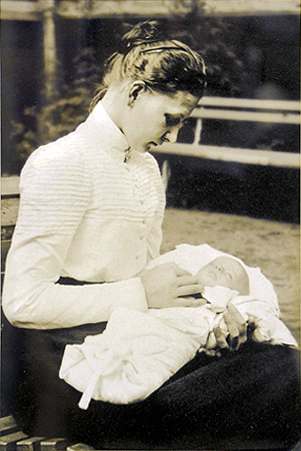
Екатерина Арская с дочерью. Начало 1900-х годов

18 февраля 1932 года Екатерину Арскую арестовали в качестве активной участницы Александро-Невского братства и обвинили в «контрреволюционной деятельности против советской власти путём систематической пропаганды и создания сети нелегальных ячеек». На следствии Екатерина проявила удивительное мужество, не назвав ни одной фамилии. Приговор — три года исправительно-трудовых лагерей. После освобождения ей запретили возвращаться в Ленинград, и женщина была вынуждена осесть в Новгородской области в Боровичах, где и работала.
В 1937 году Арская была снова арестована по делу архиепископа Гавриила (Воеводина) и заключена в боровичскую тюрьму, которая стала её последним пристанищем. 17 декабря 1937 года Екатерина Арская была расстреляна в один день с архиепископом Гавриилом и княжной Кирой Оболенской.
Место захоронения святой Екатерины и убиенных вместе с ней новомучеников пока не обнаружено.

## Память
Определением Священного синода от 7 мая 2003 года Екатерина Петроградская прославлена как мученица по представлению Санкт-Петербургской епархии. Дни памяти новомученицы 17 декабря (по ст. ст. 4 декабря), а также 7 февраля (переходящая) — Собор новомучеников и исповедников Церкви Русской, 11 июля (переходящая) — Собор Санкт-Петербургских святых.

## Прочие сведения
В 2008 году в церкви иконы Божией Матери «Всех скорбящих Радость» в Санкт-Петербурге состоялась выставка работ Екатерины Арской «Цветы новомученицы». Рисунки были случайно обнаружены в феврале того же года в Боровичах, где Екатерина Арская провела последние годы своей жизни.